# Фачков
Фачков (слч. Fačkov) насељено је мјесто са административним статусом сеоске општине (слч. obec) у округу Жилина, у Жилинском крају, Словачка Република.

## Становништво
| Година:    | 1994. | 2004.   | 2014.    | 2024.   |
| ---------- | ----- | ------- | -------- | ------- |
| Број људи: | 805   | 736     | 657      | 666     |
| Разлика:   |       | -8,57 % | -10,73 % | +1,36 % |

| Година:    | 2023. | 2024.   |
| ---------- | ----- | ------- |
| Број људи: | 670   | 666     |
| Разлика:   |       | -0,59 % |

Према подацима о броју становника из 2024. године насеље је имало 666 становника.